# A szíriai polgárháború korai lázadási szakasza
A szíriai polgárháború kezdeti felkelési szakasza 2011. júliustól 2012. áprilisig tartott, jellemzői között ott volt a fegyveres ellenzék felemelkedése az egész országban és a Szíriai Arab Köztársaság hivatalai elleni fegyveres felkelés kezdete. A fegyveres lázadás 2011. júniusban kezdődött, mikor a felkelők a biztonsági erők 120-140 tagját megölték. A lázadási szakaszt általában a Szabad Szíriai Hadsereg 2011. július 29-i megalakításától számolják. Ekkor történt meg, hogy a hadseregből kiváltak bejelentették az első ellenzéki fegyveres csoport létrejöttét. A Szíriai Hadseregből kivált emberekkel megalakult szervezet legfőbb célja az volt, hogy elmozdítsa a hatalomból Bassár el-Aszadot és csoportját.
Ez volt az az időszak, mikor a kezdeti polgári fellépés egyre több jelét adta a polgárháborúnak. Így vélekedett több szervezet is, köztük az Egyesült Nemzetek Szervezte Emberi Jogi Bizottsága, mert a hadsereg egyre szervezettebb lett, és egyre hatékonyabban tudtak válaszolni a kormánynak a tüntetőket elnyomó megmozdulásaira.
Az Arab Liga 2011. decemberben létrehozott megfigyelő missziója 2012. februárban sikertelenül zárta a munkáját, mert a Baasz Párt katonái és az ellenzék továbbra is folytatta a harcokat, és a szíriai Baasz párti kormány nem engedélyezte, hogy külföldi megfigyelők utazzanak az összetűzések helyszínreire, így nem látogathatták meg az ostrom alatt lévő ellenzéki központokat sem.
2012 elején Kofi Annan elkezdett tevékenykedni, mint az ENSZ és az Arab Liga közös, Szíriáért felelős speciális küldöttje. Béketervének bemutatása után, a béketárgyalások alatt is folytak a harcok a szíriai hadsereg és az ellenzék között. Kofi Annan speciális küldött tető alá hozta az ENSZ által támogatott béketervet, ami 2012. április közepén lépett életbe.

## Előzmények
A szíriai polgárháború polgári felkelési szakasza a tüntetések egy korai fázisa volt, mely 2011. március 15-től 2011. július 28-ig tartott. Ekkor a tüntetésekre a Szíriai Arab Köztársaság szervezetei válaszoltak véres eszközökkel. A kezdetben demokratikus átmenetet szorgalmazó felkelés 2011. januárban kisebb tüntetésekkel kezdődött, majd ebből márciusra már tömeges megmozdulások alakultak ki.
A felkelésekre masszív ellenzéki, Bassár el-Aszad elnök és az általa vezetett, a Baasz Párt képviselőiből felállt kormány lemondását követelő tüntetések voltak a jellemzőek, A rendőrség és a hadsereg erőszakosan válaszolt ezekre, tömegesen alkalmaztak letartóztatásokat, több helyen brutálisan nyomták el a kezdeményezéseket. Több százan meghaltak, több ezren pedig megsebesültek ezalatt.
Annak ellenére, hogy Aszad egyrészt elnyomásokkal és cenzúrával másrészt koncessziókkal megpróbálta békés keretek közé szorítani a tüntetéseket, április végére világossá vált, hogy az események kicsúsznak a kezei közül, a szíriai kormány pedig kénytelen volt csapatokat küldeni a területekre.
A polgári felkelés szakasza megteremtette a hátteret, hogy létrejöjjenek ellenzéki katonai mozgalmak, melyek tagjai fokozatosan dezertáltak a Szíriai Hadseregből, minek hatására a kezdeti polgári felkelésből fegyveres lázadás, majd kiszélesedett polgárháború vált. A felkelők július 29-én alapították meg a Szabad Szíriai Hadsereget, és innentől szálmítják a fegyveres lázadás időszakát.

## A lázadás lefolyása
A 2011. júniusi Dzsiszr esz-Szugúr-i hadművelet alatt a Szíriai Hadsereg saját bevallása szerint június 4. és június 12. között nekiállt a terroristák felszámolásának, ahol azonban 120-140 biztonsági szolgálatos is az életét vesztette.

### Az FSA megalakítása (2011. július–november)
2011. július 29-én a Szíriai Fegyveres Erőktől dezertált hét vezető katona megalapította a Szabad Szíriai Hadsereget (FSA), mely eredetileg dezertált katonai vezetőket és katonákat foglalt magában, s melynek fő célja „ennek a kormánynak (Aszad kormányának) a leváltása”, melyhez egyesített ellenzéki erőkre volt szükség. A július 31-i országos, ramadáni mészárlásnak” nevezett leszámolás során 142 ember meghalt, több száz pedig megsebesült. Augusztus 23-án megalakult a Szíriai Nemzeti Tanács nevű kormányellenes szervezet. A törökországi székhelyű szervezet megpróbálta összehangolni az ellenzéket. Ennek ellenére az ellenzék továbbra is egy töredezett gyűjteménye volt a régóta száműzetésben lévő politikai csoportoknak. Az alapokat meghatározó vezetők és a felfegyverzett milicisták között továbbra is meghúzódtak az ideológiai, etnikai és vallási határok.

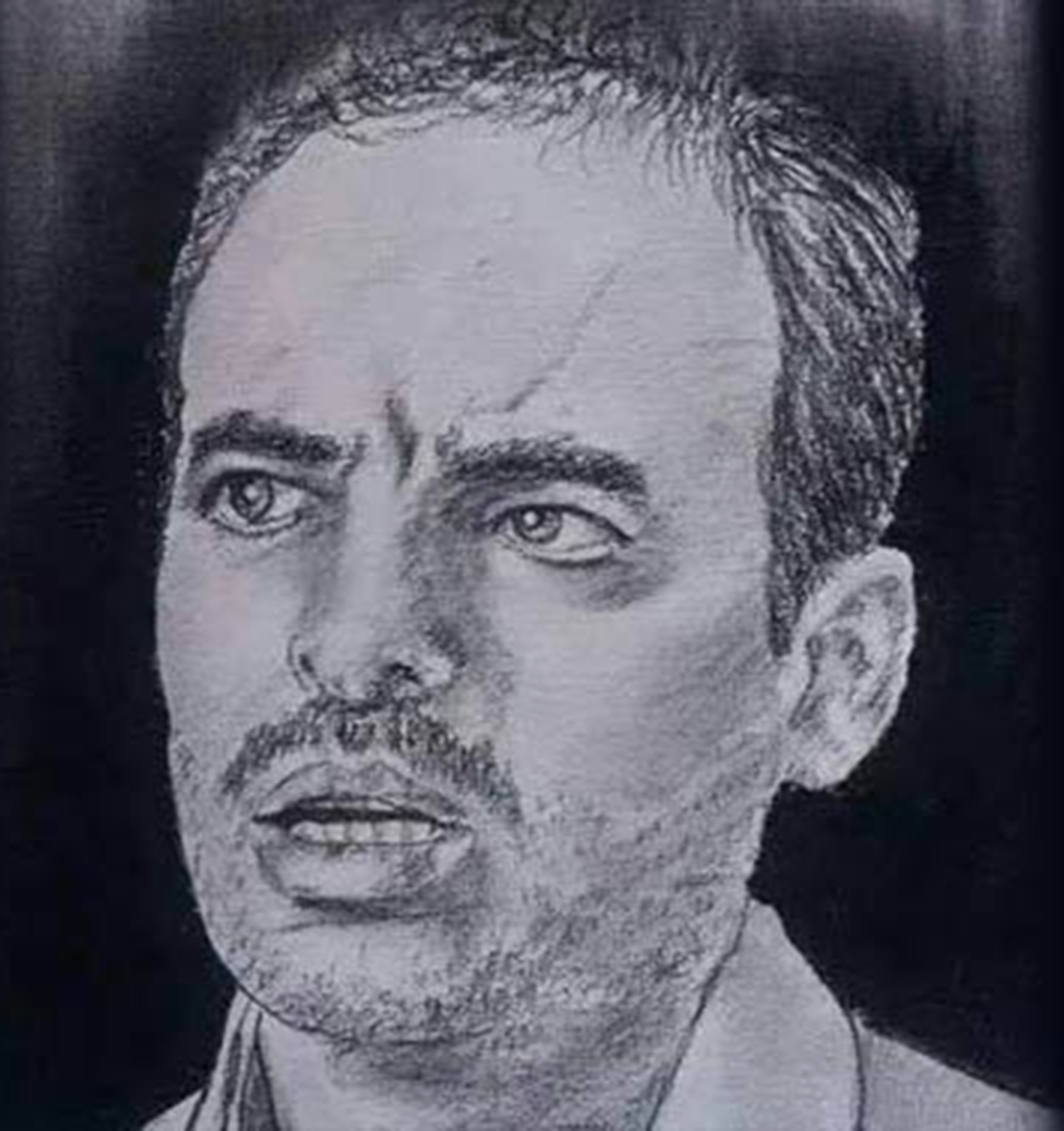
Hussein Harmoush alezredes, a Szabad Tisztviselők Mozgalmának a megalapítója. Harmousht a kormányerők 2011. augusztusban elfogták, fogságban tartották a Sednaya börtönben, majd valószínűleg kivégezték.

2011. augusztusban a kormány seregei elfoglalták a városi központokat és a körülöttük fekvő régiókat, és folytatták a tüntetők támadását. Augusztus 14-én folytatódott Latakia ostroma, és itt avatkozott be először a tüntetések leverésébe a Szíriai Haditengerészet. Hadihajókról nehéztüzérséggel lőtték Latakia külső negyedeit, miközben több kerületet páncélosok támogatásával a szárazföldi csapatok és biztonsági erők foglaltak el. Az augusztus végén kezdődött ünnepet, a böjt megtörését a biztonsági erők betiltották, miután a biztonsági erők rálőttek a Homszban, Darában és Damaszkusz külvárosaiban összegyűlt tömegekre.
2011. szeptemberre a szíriai ellenzék Szíria több részén is felkelői hadműveletekkel aktivizálta magát. Rasztanban Homsz kormányzóságban a Szíriai Hadsereg és a Szabad Szíriai Hadsereg csapott össze. A hadsereg ellen fellázadókat akarták kikergetni a városból a hadsereg katonái, akik szeptember 27. és október 1. között tankokkal és helikopterekkel megerősítve támadtak a városra. A kormányerők és az FSA között zajlott 2011-es rasztani csata volt az addigi leghosszabb és legintenzívebb összecsapás egész addig. Egy hét után az FSA csapatainak ki kellett vonulniuk Rasztanból. Hogy elkerülje a kormány seregeit, az FSA vezetője, Riad Asaad ezredes, visszavonult Törökországba. Sok menekült áramlott a közeli Homsz városába.
2011. októberben az FSA már aktív támogatást kapott a török kormánytól, mely megengedte, hogy a szervezet parancsnoki központját a Szíriával határos déli Hatay tartományban állítsa fel.
2011. októberben gyakran érkeztek hírek a kormány és a dezertált katonai egységek közötti összecsapásokról. A hónap első hetében tartós összecsapásokról számoltak be Idlib kormányzóság hegyeiben Jabal al-Zawiya közeléből. A szíriai csapatok elfoglalták Idlib város nagy részét is. Október közepén a harcok átterjedtek Binnish és Hass városokra is a kormányzóságnak a Jabal al-Zawiya körüli részeire is. Október végén a kormány és a felkelők csapatai már Maarrat al-Nu'man északi városában is harcoltak, egy buszos rajtaütésben pedig a török határ közelében tíz titkosszolgálati ügynököt és egy dezertált katonát öltek meg. Az nem világos, hogy az incidenshez köthető dezertőröknek volt-e köze a Szabad Szíriai Hadsereghez.
Dezertőrök szerint 2011-ben a szíriai kormány önként szabadon engedett több iszlamista milicistát is, akiket fel is fegyverzett, „hogy a nemzetközi közösség szemében ők a kevésbé rossz lehetőség legyenek”, de az egyik dezertőr szerint „az értesüléseket nem lehetett független forrásokból megerősíteni”, akinek „nem voltak a híreket megerősítő dokumentumai.” 2011. október 19-én az amerikai sajtó arról írt, hogy „az északi Aleppóban nagy tömegek vonultak az utcákra, hogy támogassák Bassár el-Aszad kormányát.” A szíriai kormány szerint a megmozduláson mintegy egymillió kormánypárti tüntető vonult fel, miközben más források szerint ennek mérete „az egy héttel korábban Damaszkuszban megtartott” kormánypárti megmozdulással volt összehasonlítható mértékű.

### Eszkalálódás (2011. november – 2012. április)
2011. november elején eszkalálódtak az összecsapások a Hadsereg és az FSA között Homszban, és kialakult Homsz ostroma. Hat napi bombázás után a Szíriai Hadsereg november 8-án lerohanta a várost, aminek a következtében több külvárosban is heves utcai harcok alakultak ki. Homszban sokkal nagyobb volt az ellenállás, mint amivel eddig akármelyik városban is találkozni lehetett. Több felkelő a „Forradalom Fővárosának” hívta Homszot. A Hamában és Dera területén történtekkel ellentétben a homszi hadművelet nem törte meg a felkelést.
2011. novemberben és decemberben megnövekedett a felkelők támadásainak a száma, mivel a két hónapban nőtt a csoportok létszáma. Az FSA halálos támadásokat indított légi hírszerzési létesítmények ellen Damaszkusz Haraszta külvárosában, Idlib kormányzóságban és Damaszkuszban a Baasz Párt Szíriai Regionális Szervezetének ifjúsági központja ellen, Homsz kormányzóságban egy repülőtér ellen és egy hírszerzési épület ellen Idlibben. December 15-én Dara környékén az ellenzék a hadsereg több ellenőrző pontját is elfoglalta, miközben az eddigi legnagyobb, a biztonsági erők ellen intézett támadásban 27 katonát megöltek. Az ellenzék december 19-én szenvedett el nagyobb veszteséget, mikor egy sikertelen dezertálás során 72 dezertőrt megöltek.
2011. decemberben a The American Conservative Philip Giraldira, volt terrorelhárítási szakértőre és a CIA volt katonai biztonsági részlegének igazgatójának az elbeszélése alapján azt írta: "Jelölés nélküli NATO-repülőgépek érkeztek egy a szíriai határhoz közeli török katonai bázisra, melyen a néhai Moammer Kadhafi arzenáljából fegyvereket szállítottak a helyszínre, valamint a fedélzeten az Átmeneti Nemzeti Tanács több önkéntese utazott, akiknek már van tapasztalatuk abban, hogyan uszítsa egymás ellen az önkénteseket és a kiképzett katonákat.” Hozzátette, hogy „francia és brit speciális egységek érkeztek a helyszínre, akik segítenek a szíriai felkelőknek, miközben a CIA és az USA speciális egységei kommunikációs eszközökkel és hírszerzési adatokkal segítik a felkelőket céljaik elérésében.” Giraldi hozzátette, hogy „a CIA elemzői szkeptikusak a háború menetével kapcsolatban,” többek között „amiatt a gyakran idézett ENSZ-jelentés miatt, mely szerint az, hogy Aszad seregei 3500 polgárral végeztek, leginkább ellenzéki forrásokon alapszik, más források ezt nem erősítik meg.” Eközben arra figyelmeztetett, hogy „az amerikaiakat aggaszthatja az, ami Szíriában történik. Ez egy olyan be nem jelentett háború lehet, mint amilyen Líbiában folyik, de annál sokkal, de sokkal rosszabb.”

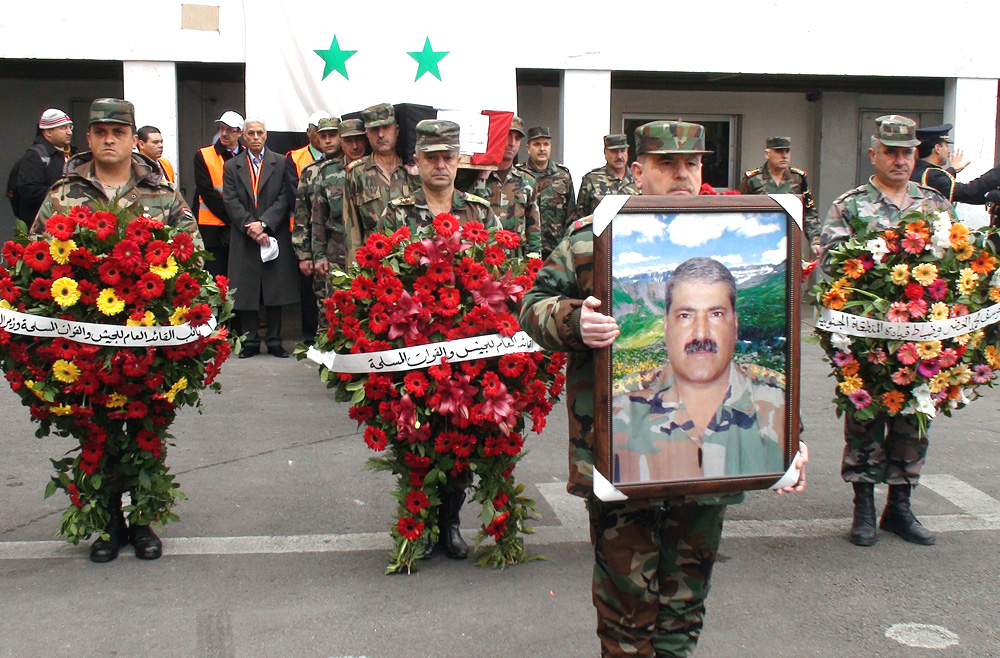
A 2012. januárban Damaszkuszban kivégzett Mohammed al-Awwad vezérezredes temetési menete.

2012. januárban Aszad elkezdett nagy hatótávolságú tüzérségi erőket bevetni a lázadók ellen, ami a válogatás nélküli lövöldözés hatására polgári lakóépületek megsemmisítéséhez vezetett. Ekkorra leapadtak a napi tüntetések, helyeiket a fegyveres összetűzések vették át. Januárban fokozódtak az összecsapások Damaszkusz külvárosai körül, és ekkorra már megszokottá vált, hogy a hadsereg tankokat és tüzérséget vet be. A zabadáni harcok 2012. január 7-én kezdődtek, mikor a hadsereg lerohanta a várost, mert ezzel akarta kiirtani az FSA ottani jelenlétét. A csata eső fázisa január 18-án tűzszünet aláírásával ért véget, mely szerint a város a Szabad Szíriai Hadsereg ellenőrzése alatt maradt. Az FSA ezután megtámadta a közeli Dúmát. A városban a harcok január 21. és 30. között folytak, minek a végén a felkelőknek a hadsereg ellentámadása miatt ki kellett vonulnia a városból. Bár a Hadsereg a legtöbb kerületet visszafoglalta, az elszórt harcok folytatódtak. Január 29-én elharapóztak a harcok Rasztanban, mikor a város ellenőrző pontjain állomásozó több tucatnyi katona dezertált, és tüzet nyitott a kormányhoz hű állományra. Az ellenzék február 5-re teljesen ellenőrzésük alá vonták a várost és a környezőterületeket.
Február 3-án a hadsereg egy nagyobb offenzívát indított Homszban, hogy visszafoglalja a felkelők kezén lévő környező területeket. Márciusban, több hétnyi tüzérségi támadás és heves utcai összecsapások nyomán a hadsereg elfoglalta Baba Amr kerületét, Március végére a hadsereg féltucatnyi kerületet visszaszerzett, így már a város 70%-át tartották ellenőrzésük alatt. Március 14-re a Szíriai Hadsereg több napnyi harc árán Idlib városából sikeresen kiűzte a lázadókat. Április elejére a harcok becsült áldozatainak száma aktivisták szerint elérte a tízezret. 2012. áprilisban Aszad seregei elkezdtek harci helikoptereket bevetni a felkelők ellen.
2012. elején Az ENSZ és az Arab Liga közös megbízottjaként Kofi Annan érkezett a helyszínre. Mind az általa levezetett béketárgyalásokat mind a békeszerződés aláírását sikerült tető alá hozni, de a felek ezután is folytatták a harcaikat.

## Következmények
Kofi Annan speciális küldött az ENSZ felhatalmazásával béketervet készített elő, de a fegyvertelen békefenntartók sok problémával találták szemben magukat. 2012. június elején megkezdődött a polgárháború legvéresebb szakasza, mikor a harcok az összes városra átterjedtek, és addig soha nem látott mértékben megnőtt a halálos áldozatok száma. Folytatódtak a válogatás nélküli, gyermekekre is kiterjedő letartóztatások.